# پرینسپیا
پرینسپیا (نام علمی: Prinsepia) نام یک سرده از زیرخانواده بادامی‌واران است. میوه ای می دهد که شبیه گیلاس است.  گونه های مختلف تا حد زیادی در نپال، هند، چین، بنگلادش و تایوان رشد می کنند،  اگرچه P. sinensis در منطقه ۴ مقاوم است، تا حدود -۳۲ درجه سانتی گراد (۲۶- درجه فارنهایت) دوام دارد.پرینسپیا یوتیلیس،  به نام جیمز پرینسپ، محقق، باستان شناس، معمار، دبیر انجمن آسیایی در کلکته، هند و عضوی از خانواده معروف Prinsep هند، یک خانواده انگلیسی-هندی برجسته در امور هند برای چندین نسل، نامگذاری شده است.